# Панора (Ајова)
Панора (енгл. Panora) град је у америчкој савезној држави Ајова. По попису становништва из 2010. у њему је живело 1.124 становника.

## Демографија
Према попису становништва из 2010. у граду је живело 1.124 становника, што је -51 (-4.3%) становника више него 2000. године.
| Група             | 2000.         | 2010.         |
| Белци             | 1.142 (97,2%) | 1.092 (97,2%) |
| Афроамериканци    | 5 (0,4%)      | 2 (0,2%)      |
| Азијати           | 0 (0,0%)      | 4 (0,4%)      |
| Хиспаноамериканци | 9 (0,8%)      | 16 (1,4%)     |
| Укупно            | 1.175         | 1.124         |